# Slalom

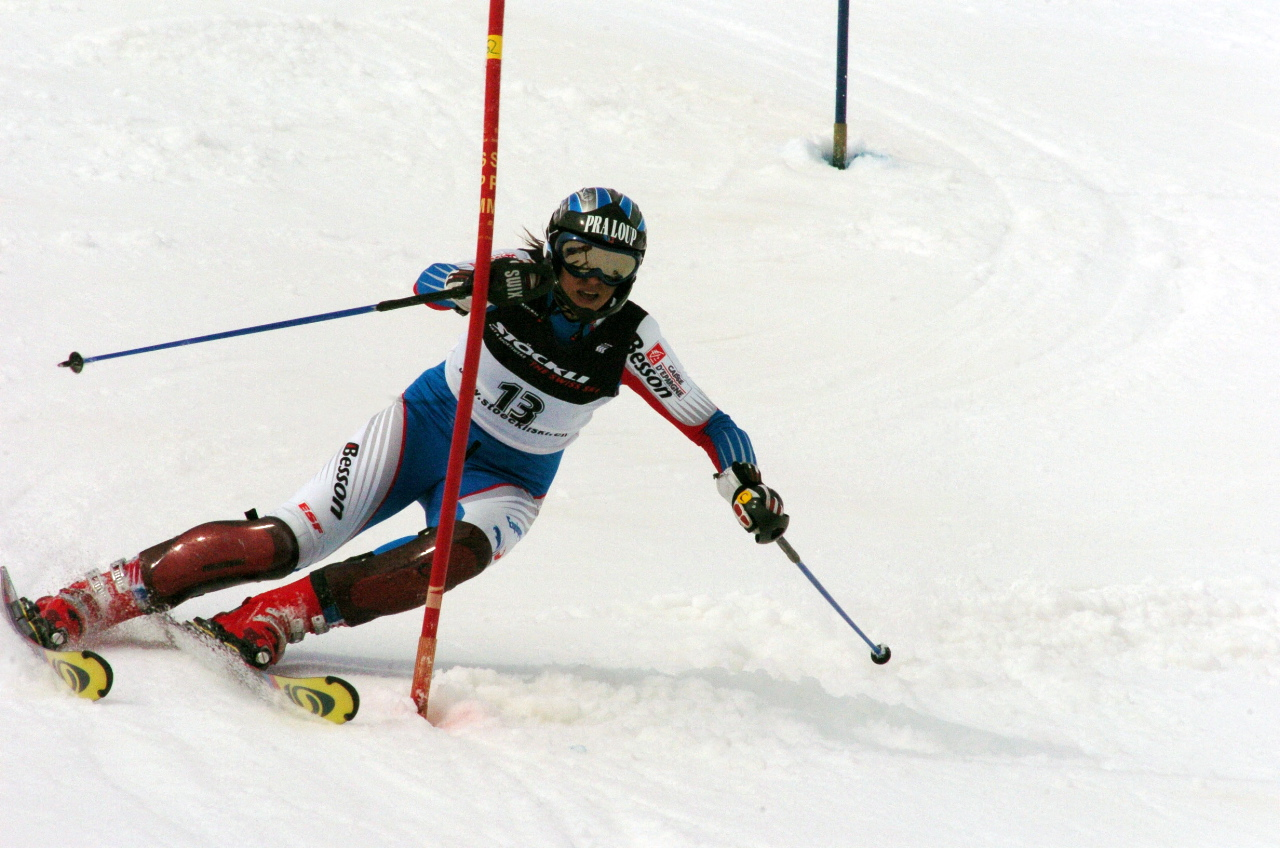
Christel Pascal em prova de slalom

O slalom (também dito slalom especial) é uma das disciplinas do esqui alpino. Trata-se de uma descida na qual os esquiadores têm de passar através de uma série de pórticos, dispostos num traçado que comporta curvas e arcos estreitos, com os atletas atingindo de 60 a 70 km/h. Em conjunto com o slalom gigante faz parte das disciplinas técnicas do esqui alpino, contrapondo-se às disciplinas de pura velocidade (descida livre e supergigante).
Tipicamente uma prova de slalom realiza-se em duas mãos ou mangas, e o vencedor é o esquiador que realize o menor tempo somado das duas descidas, sem deixar de passar por nenhum dos pórticos.